# Aérodrome de Châtellerault - Targé
L’aérodrome de Châtellerault - Targé (code OACI : LFCA) est un aérodrome civil, ouvert à la circulation aérienne publique (CAP), situé à 3 km au sud de Châtellerault dans la Vienne (région Nouvelle-Aquitaine, France).
Il est utilisé pour la pratique d’activités de loisirs et de tourisme (aviation légère, hélicoptère et aéromodélisme).

## Installations
L’aérodrome dispose de deux pistes orientées sud-nord (18/36) :
- une piste bitumée longue de 800 mètres et large de 20. Elle est dotée d’un balisage diurne et nocturne (feux basse intensité) ;
- une piste en herbe réservée aux ULM.

L’aérodrome n’est pas contrôlé mais dispose d’une aire à signaux (ASI). Les communications s’effectuent en auto-information sur la fréquence de 120,055 MHz. Il est agréé avec limitations pour le vol à vue (VFR) de nuit.
S’y ajoutent :
- une aire de stationnement ;
- des hangars ;
- une station d’avitaillement en carburant (100LL)[2].

## Activités
- Les ailes châtellerauldaises
- Chât’Ailes ULM
- Alpi Aviation France